# Cosmologie branaire
En cosmologie et en théorie des cordes, la cosmologie branaire, appelée aussi théorie des cordes et des branes, est un modèle cosmologique dont l'idée principale est que notre univers, et tout ce qu'il contient, serait emprisonné dans une structure appelée brane (une « D3-brane » plus exactement), laquelle serait incluse dans un « super-univers » doté de dimensions supplémentaires et qui pourrait abriter d’autres branes (et donc d’autres univers).

## Introduction
La cosmologie branaire est un ensemble de scénarios cosmologiques inspiré des idées de la deuxième révolution en théorie des cordes dont le but est de résoudre le fameux problème de la hiérarchie. Dans ces modèles, l'univers observable à quatre dimensions est une sous-partie de l'univers total qui possède des dimensions supplémentaires. Les particules de matière observable (décrites par le modèle standard) sont confinées dans les quatre dimensions observées par un mécanisme non décrit explicitement mais supposé similaire à celui de la théorie des cordes dans les modèles possédant des D-branes (ces dernières étant par définition le lieu des extrémités des cordes ouvertes, et les particules de matière dans ces modèles de cordes ouvertes sont justement décrites par de telles extrémités). La gravité, quant à elle, se propage dans toutes les dimensions et ce n'est donc que par son intermédiaire que ces dimensions supplémentaires seraient observables.

## Motivation, modèles

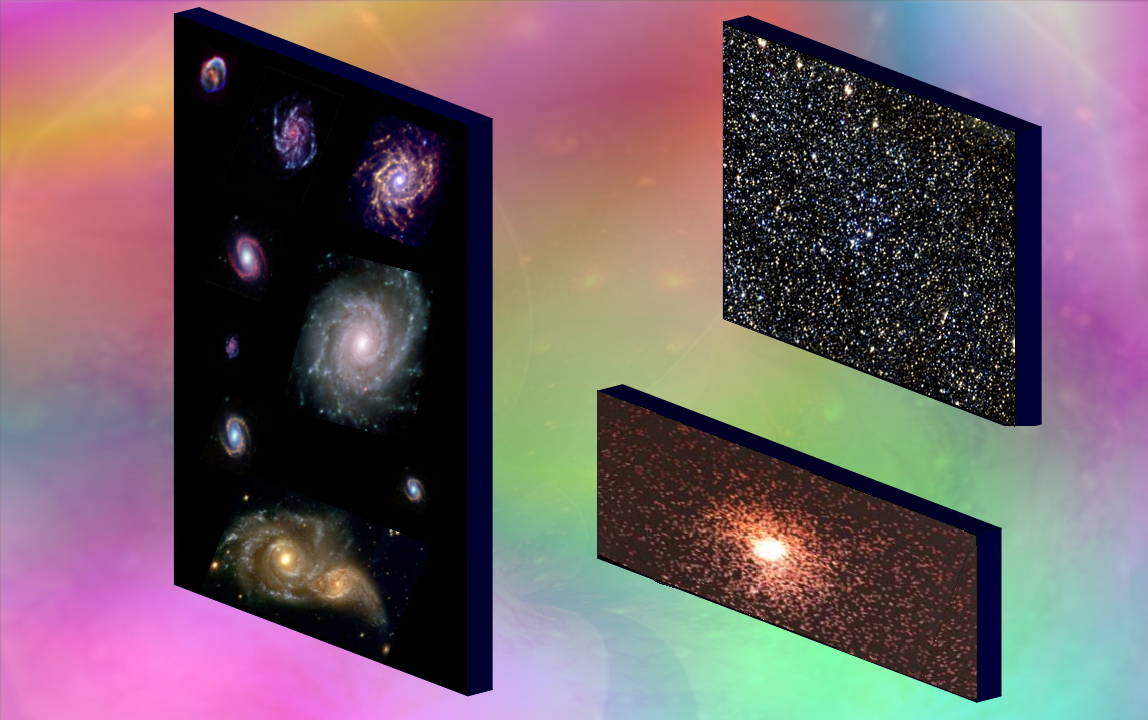
Les univers situés sur les branes flottent dans un super-univers, formé de dimensions supplémentaires, petites ou grandes selon les modèles.

Les premiers modèles de cosmologie branaire remontent aux travaux de Lisa Randall et Raman Sundrum en 1999 inspirés par les travaux de Arkhani-Hamed, Dimopoulos et Dvali en 1998. L'idée principale est de tenter d'expliquer l'extraordinaire faiblesse de l'intensité de la force de gravitation devant les autres forces par l'existence de dimensions supplémentaires. La gravité vivant naturellement dans toutes les dimensions, c'est la constante donnant son intensité dans toutes les dimensions qui est alors fondamentale et choisie de même ordre de grandeur que les autres échelles fondamentales. La gravitation observée dans les quatre dimensions est alors régie par une constante effective, dérivée de cette constante fondamentale ainsi que d'une échelle de longueur associée aux dimensions supplémentaires. 
Plusieurs descriptions de ces dimensions supplémentaires compatibles avec cette idée ont été proposées. Tout d'abord, elles peuvent être choisies compactes mais de grande taille (modèle Randall-Sundrum I) devant l'échelle électrofaible du modèle standard (en pratique de l'ordre de 1 mm afin de rester compatible avec les tests actuels de la force de gravitation) ou alors de taille infinie (Randall-Sundrum II) mais possédant une courbure donnée par une constante cosmologique dans le bulk[Quoi ?] (qui est distincte d'une éventuelle constante cosmologique dans les quatre dimensions visibles) qui fixe elle aussi une échelle rendant la constante de gravitation effective à quatre dimensions petite devant l'intensité des autres forces.

## Différence par rapport à la réduction de Kaluza-Klein
Dans les modèles de compactification à la Kaluza-Klein, on retrouve également une géométrie totale possédant des dimensions supplémentaires mais dont seules quatre sont effectivement visibles. Cependant dans un modèle de compactification, aucun mécanisme de confinement des particules du modèle standard n'est envisagé ce qui impose donc que ces dernières soient compactes et de très petite taille afin d'être compatibles avec les données expérimentales qui sont extrêmement précises (cf mesure de la constante gyromagnétique) et imposent donc une physique des particules quadri-dimensionnelle. Malheureusement de petites dimensions supplémentaires ne permettent pas de résoudre le problème de la hiérarchie concernant la gravitation.
À l'inverse, les modèles branaires font usage du fait que, relativement aux données concernant la physique des particules, les expériences concernant les tests de la gravité sur de petites distances ne sont que très peu précises, les meilleures données n'étant disponibles qu'à l'échelle du dixième de millimètre (cf tests de la gravitation newtonienne). Il est donc en principe possible de s'accommoder de la présence de grandes dimensions supplémentaires (« grandes » devant l'échelle du modèle standard) mais plus petites que le dixième de millimètre.

## Aspects observationnels
De nouvelles façons de tester l'existence d'éventuelles dimensions supplémentaires seront accessibles avec la mise en route du LHC puisque son domaine d'énergie de l'ordre du TeV correspond à une taille de ces dimensions de l'ordre du millimètre.